# Abraxas amicula
Abraxas amicula là một loài bướm đêm trong họ Geometridae.